# Власовка (Воронежская область)
Вла́совка — село в Грибановском районе Воронежской области.
Входит в состав Большеалабухского сельского поселения.

## Население
| 2010 |
| ---- |
| 147  |

## Улицы
- ул. Пролетарская,
- ул. Романенко,
- ул. Советская.